# Vozrojdénie (estació)
|  | Per a altres significats, vegeu «Vozrojdénie». |

Vozrojdénie (en rus: Возрождение) és un poble de l'óblast de Saràtov, a Rússia, segons el cens del 2011 tenia 339 habitants. Pertany al districte municipal de Khvalinsk.